# 伊利亞·尼紹諾維奇·斯蒂爾曼
伊利亚·尼绍诺维奇·斯蒂尔曼（1902年12月3日出生—1966年8月11日逝世），是一位乌克兰的艺术家、画家和教育家，1947年获得「乌克兰人民艺术家」称号；同年获得教授职位；并获得「乌克兰苏维埃社会主义共和国荣誉艺术工作者」称号。

## 生平
伊利亚·尼绍诺维奇·斯蒂尔曼於1902年12月3日出生於基辅。15歲時進入基辅艺术学校就讀，1920-1927年间就读于国家艺术与建筑学院跟随著名绘画大师们Бурачек, Николай Григорьевич|Н. Бурачека, Федор Кричевский|Ф. Кричевского, Крамаренко, Лев Юрьевич|Л.Крамаренко学习。毕业以后他在基辅艺术学院任教（1933年－1964年）。在这期间他还担任国家艺术与建筑学院校长（1940年－1944年）。
他是国家艺术与建筑学院景观研究院的负责人（1948年－1959年）。1938年他组织乌克兰艺术家创建乌克兰艺术家联盟。在二战前后他是在基辅的共和政府的领导者之一和乌克兰艺术家联盟的组织者。在第二次世界大战爆发以后，斯蒂尔曼决定疏散人员，解散学校和组织。这一决定对当时的局势起着积极性的作用。 
1966年8月11日在基辅去世，他被埋葬在白柯瓦公墓。 

## 艺术创作
他是著名的流派大师，具有他自己的艺术风格。
斯蒂尔曼的艺术创造力主要在于流派–景观画。他从物质的本质上和形象上提炼出各自独具的特点，以此点展开想象，从而使他能表达出是一个微妙的诗的意境，表达对家乡土地的热爱，对当时的时局的不安。他表达出自然大方與春天的觉醒，夏天盛开的果岭，能感到一种不可战胜的有力量的生命和那些美丽的秋天的颜色。我们会被他所吸引，明亮的阳光，感觉到生的希望，美丽的色彩表达情感心声，轻轻地微风吹散心里的浮躁。
很多作品庆祝乌克兰肥沃土地，其画法成为后世艺术家的主导主题之一。他的画具有清新而丰富的色调，颜色、形状、笔画表现显示了物质世界的独创性。 

### 作品
他的作品多数收藏于国家特列季亚科夫画廊（俄罗斯），和乌克兰国家艺术与乌克兰建筑学院美术馆和其它主要博物馆，还有部分作品被乌克兰、美国、加拿大、德国和以色列私人收藏。
最有名的作品： 
- 《音乐家在犹太婚礼》（1927年）;
- 《城市风景》（1936年）;
- 山水系列《第聂伯是身着花岗岩》（1936-1937）;
- 艺术家的画像Shovkunenko A.（1939）;
- 《周围地区的撒马尔罕》（1943年）;
- 《Zagorsk冬》（1943年）;
- 《冬》（1946年）;
- 《风》（1947年）;
- 《弗拉基米尔山》（1947年）;
- 肖像艺术家弗拉基米尔Kasiyan（1947年）;
- 《场》（1950年）;
- 《风暴将至》（1951年）;
- 《丁香和铃兰》（1952年）;
- 《一个月上升》（1953年）;
- 《Kanevsky喀尔巴阡山脉。 Chernecha山》（1963年）;
- 《苹果树》（1965年）;
- 《Sednevskie了》（1966年）;

### 展览
- 1970年在乌克兰国家艺术博物馆举行
- 1982年（艺术家的80周年）
- 1992年（他90岁生日）
- 2003（他诞辰100周年）